# Верне
Верне (њем. Werne) град је у њемачкој савезној држави Северна Рајна-Вестфалија. Једно је од 10 општинских средишта округа Уна. Према процјени из 2010. у граду је живјело 30.299 становника. Посједује регионалну шифру (AGS) 5978040, NUTS (DEA5C) и LOCODE (DE WRE) код.

## Географски и демографски подаци
Верне се налази у савезној држави Северна Рајна-Вестфалија у округу Уна. Град се налази на надморској висини од 60 метара. Површина општине износи 76,1 km². У самом граду је, према процјени из 2010. године, живјело 30.299 становника. Просјечна густина становништва износи 398 становника/km².

## Међународна сарадња
| Мјесто         | Држава               | Врста сарадње | Од    |
| -------------- | -------------------- | ------------- | ----- |
| Пођибонси      | Италија              | партнерство   | 2000. |
|                | Пољска               | партнерство   | 1992. |
| Руркела        | Индија               | пријатељство  | 1976. |
| Лидам Сент Енс | Уједињено Краљевство | партнерство   | 1984. |
|                | Француска            | партнерство   | 1967. |
| Извор          |                      |               |       |

## Партнерски градови
- Бајел
- Lytham St Annes
- Кириц
- Валч
- Погибонзи